# 西藏单球芹
西藏单球芹（学名：Haplosphaera himalayensis）为伞形科单球芹属的植物。分布在不丹以及中国大陆的西藏等地，生长于海拔3,900米的地区，一般生于山坡，目前尚未由人工引种栽培。